# Budapesti iskola (filozófia)

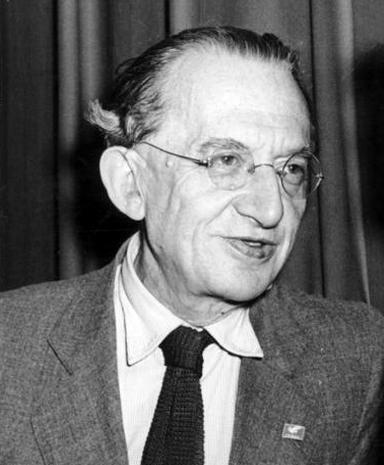
A névadó Lukács György

A budapesti iskola, más néven Lukács-iskola filozófusok, gondolkodók Lukács György köré csoportosult köre volt az 1960–70-es években. Az iskolához tartozott többek között Fehér Ferenc, Heller Ágnes, Márkus György, Vajda Mihály. Tágabban véve ide sorolható még Almási Miklós és Hermann István is.
Az ő tanítványaikat nevezték később Lukács-óvodának, köztük több későbbi politikussal (pl. Kis János, Bence György, Ludassy Mária, Radnóti Sándor), akik már a későbbi demokratikus ellenzékhez tartoztak. 
Az iskola a Kádár-rendszerben ellenzékinek számított, és kapcsolódott a demokratikus ellenzékhez is. Tagjait megfigyelték, zaklatták, végül az úgynevezett filozófusper (1973) során lényegileg felszámolták, több egykori tagja külföldre kényszerült, pl. Heller, illetve  Mészáros István vagy Krassó György is. 
Heller Ágnes később így nyilatkozott az iskoláról: 
A budapesti iskola több volt baráti körnél. Egy Lukács köré csoportosult filozófiai kör volt, egymás munkáit olvastuk, személyes barátságokat kötöttünk. Életemből 10-14 évet töltöttem ebben a körben. De vége kellett hogy legyen, hiszen minden iskola elpusztul.